# 兀鹫

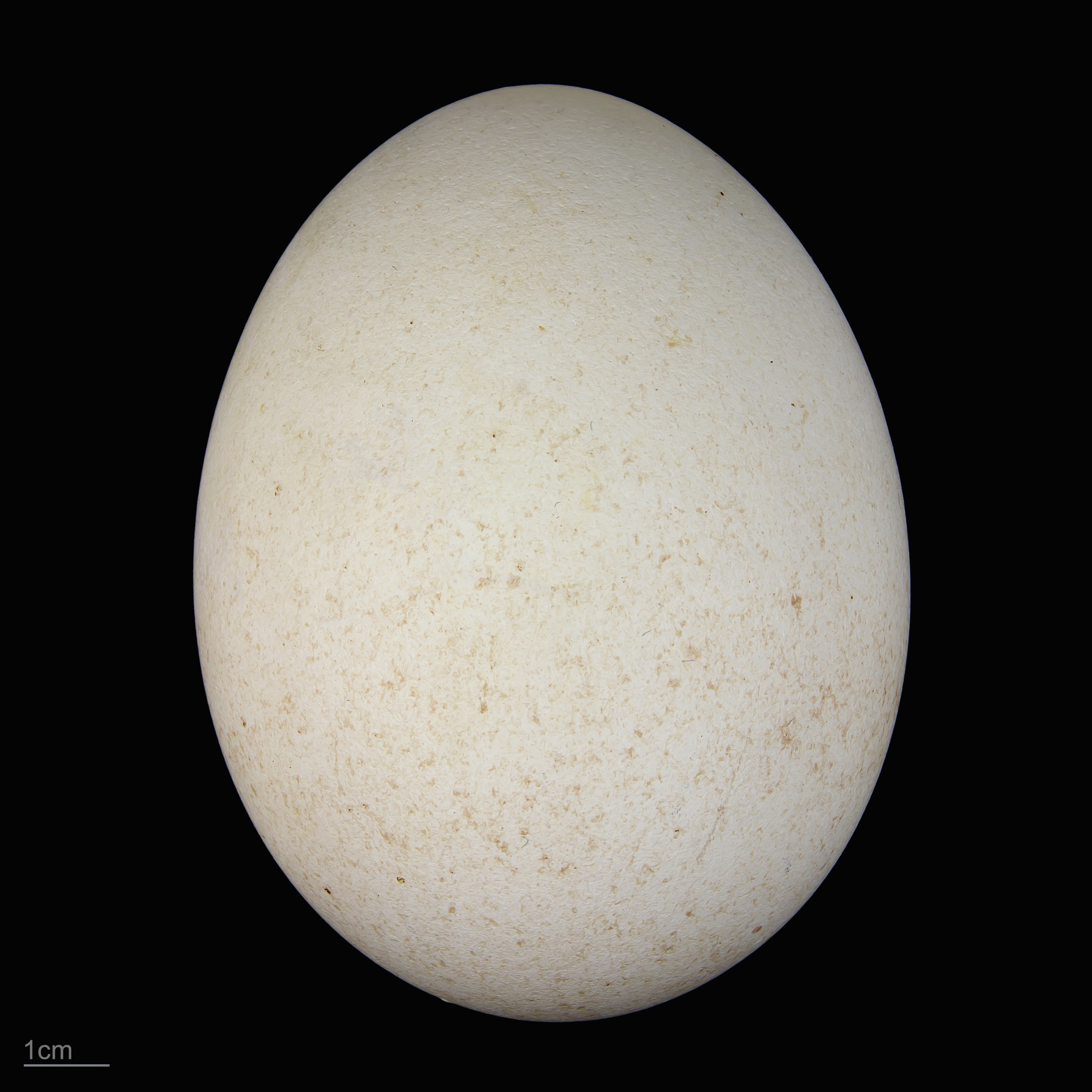
卵 Gyps fulvus

兀鹫 是一种大型鹰科旧大陆兀鹫。其种加词 fulvus 义为“红黄色的”。

## 描述
兀鹫长度93–122厘米，翼展为2.3–2.8米，主物种雄性体重6.2〜10.5千克，雌性体重6.5〜11.3千克，印度亚种（G. f. fulvescens）平均重量为7.1千克。据报告最大的成鸟的重量可达15公斤，可能是圈养的。其孵化没有羽毛，外观上是典型的旧大陆鹫类，头很白，翅膀非常宽，尾巴上的羽毛很短。它的颈部为白色，法案为黄色。身体为黄色，翅膀上面有深色的飞羽。